# Southampton Challenger 2005
Il Southampton Challenger 2005 è stato un torneo di tennis facente parte della categoria ATP Challenger Series nell'ambito dell'ATP Challenger Series 2005. Il torneo si è giocato a Southampton in Gran Bretagna dal 17 al 23 ottobre 2005 su campi in cemento indoor.

## Vincitori

### Singolare
Jérôme Haehnel ha battuto in finale  Kristian Pless con il punteggio di 6–2, 6–3

### Doppio
Jeff Coetzee /  Rogier Wassen hanno battuto in finale  Travis Parrott /  Tripp Phillips con il punteggio di 6(8)–7, 6–4, [10-4]